# Globus d'Or a la millor cançó original
El Globus d'Or a la millor cançó original (Best Original Song - Motion Picture) és un premi de cinema atorgat per primera vegada el 1962 i anualment des de 1965 per la Hollywood Foreign Press Association.

## Llista dels premiats

Imatge estilitzada del premi Globus d'Or

- 1962: Town Without Pity, de la pel·lícula Town Without Pity
- 1965: Circus World, de la pel·lícula El fabulós món del circ (Circus World)
- 1966: Forget Domani, de la pel·lícula The Yellow Rolls-Royce
- 1967: Strangers in the Night, de la pel·lícula A Man Could Get Killed, música de Bert Kaempfert
- 1968: If Ever I Should Leave You, de la pel·lícula Camelot
- 1969: The Windmills of Your Mind, de la pel·lícula El cas de Thomas Crown (The Thomas Crown Affair)
- 1970: Jean, de la pel·lícula The Prime of Miss Jean Brodie
- 1971: Whistling Away the Dark, de la pel·lícula Darling Lili
- 1972: Life Is What You Make It, de la pel·lícula Kotch
- 1973: Ben, de la pel·lícula Ben
- 1974: The Way We Were, de la pel·lícula The Way We Were
- 1975: Benji's Theme (I Feel Love), de la pel·lícula Benji
- 1976: I'm Easy, de la pel·lícula Nashville
- 1977: Evergreen (Love Theme From A Star Is Born), de la pel·lícula Ha nascut una estrella (A Star Is Born)
- 1978: You Light Up My Life, de la pel·lícula You Light Up My Life
- 1979: Last Dance, de la pel·lícula Thank God It's Friday
- 1980: The Rose, de la pel·lícula The Rose
- 1981: Fame, de la pel·lícula Fame
- 1982: Best That You Can Do, de la pel·lícula Arthur, el solter d'or
- 1983: Up Where We Belong, de la pel·lícula Oficial i cavaller (An Officer and A Gentleman)
- 1984: Flashdance... What a Feeling, de la pel·lícula Flashdance
- 1985: I Just Called to Say I Love You de la pel·lícula La dona de vermell (The Woman In Red)
- 1986: Say You, Say Me, de la pel·lícula Nits de sol (White Nights)
- 1987: Take My Breath Away, de la pel·lícula Top Gun
- 1988: (I've Had) The Time Of My Life, de la pel·lícula Dirty Dancing
- 1989: ex aequo Let the River Run, de la pel·lícula Working Girl, i Two Hearts, de Buster, el robatori del segle (Buster)
- 1990: Under the Sea, de la pel·lícula The Little Mermaid
- 1991: Blaze of Glory, de la pel·lícula Young Guns II
- 1992: Beauty and the Beast, de la pel·lícula Beauty and the Beast (Beauty and the Beast)
- 1993: A Whole New World, de la pel·lícula Aladdin
- 1994: Streets of Philadelphia, de la pel·lícula  Filadèlfia
- 1995: Can You Feel the Love Tonight, de la pel·lícula The Lion King
- 1996: Colors of the Wind, de la pel·lícula Pocahontas
- 1997: You Must Love Me, de la pel·lícula Evita
- 1998: My Heart Will Go On, de la pel·lícula Titanic
- 1999: The Prayer, de la pel·lícula Quest for Camelot
- 2000: You'll Be in My Heart, de la pel·lícula Tarzan
- 2001: Things Have Changed, de la pel·lícula Joves prodigiosos
- 2002: Until, de la pel·lícula La Kate i en Leopold  (Kate & Leopold)
- 2003: The Hands That Built America, de la pel·lícula Gangs of New York
- 2004: Into the West, de la pel·lícula El senyor dels anells: El retorn del rei (The Lord of the Rings: The Return of the King)
- 2005: Old Habits Die Hard, de la pel·lícula Alfie
- 2006: A Love That Will Never Grow Old, de la pel·lícula Brokeback Mountain
- 2007: Song of the heart, de la pel·lícula Happy feet: Trencant el gel
- 2008: Guaranteed, de la pel·lícula Into the Wild
- 2009: The Wrestler de la pel·lícula El lluitador
- 2010: The Weary Kind de la pel·lícula Crazy Heart
- 2011: You Haven't Seen The Last of Me de la pel·lícula Burlesque
- 2012: Masterpiece de la pel·lícula W.E.
- 2013: Skyfall de la pel·lícula Skyfall
- 2014: Ordinary Love de la pel·lícula Mandela: Long Walk to Freedom
- 2015: Glory de la pel·lícula Selma
- 2016: Writing's on the Wall de la pel·lícula Spectre
- 2017: City of Stars de la pel·lícula La La Land
- 2018: This is Me de la pel·lícula The Greatest Showman
- 2019: Shallow de A Star Is Born